# Taizé-Aizie
Taizé-Aizie är en kommun i departementet Charente i regionen Nouvelle-Aquitaine i västra Frankrike. Kommunen ligger  i kantonen Ruffec som ligger i arrondissementet Confolens. År 2022 hade Taizé-Aizie 585 invånare.

## Befolkningsutveckling
Antalet invånare i kommunen Taizé-Aizie
Referens:INSEE